# Керлон
Керло̀н Мо̀ура Со̀уза (на португалски: Kerlon Moura Souza) е бразилски футболист – полузащитник, който от 2009 г. е собственост на италианския ФК Интер.